# Micrempis nana
Micrempis nana är en tvåvingeart som beskrevs av Axel Leonard Melander 1927. Micrempis nana ingår i släktet Micrempis och familjen puckeldansflugor.
Artens utbredningsområde är Texas. Inga underarter finns listade i Catalogue of Life.